# دل لرد
دل لرد (انگلیسی: Del Lord؛ ‏ ۷ اکتبر ۱۸۹۴ – ۲۳ مارس ۱۹۷۰) کارگردان فیلم، بازیگر و فیلم‌نامه‌نویس اهل کانادا بود.
او به‌واسطهٔ کارگردانی فیلم‌های کمدی سه کله‌پوک شناخته می‌شود.